# Waitomo manene
Waitomo manene är en kräftdjursart som beskrevs av Barnard 1972. Waitomo manene ingår i släktet Waitomo och familjen Ceinidae. Inga underarter finns listade i Catalogue of Life.